# Premi Magritte 2015
La cerimonia di premiazione della 5ª edizione dei Premi Magritte si è svolta il 7 febbraio 2015 al centro congressi Square di Bruxelles. L'evento è stato presentato da Charlie Dupont e le candidature sono state annunciate il 7 gennaio 2015.

## Vincitori e candidati
Vengono di seguito indicati in grassetto i vincitori. Ove ricorrente e disponibile, viene indicato il titolo in lingua italiana e quello in lingua originale tra parentesi.
Miglior film
- Due giorni, una notte (Deux jours, une nuit), regia di Jean-Pierre e Luc Dardenne
  - Henri, regia di Yolande Moreau
  - La Marche, regia di Nabil Ben Yadir
  - Les Rayures du zèbre, regia di Benoît Mariage
  - Sarà il mio tipo? (Pas son genre), regia di Lucas Belvaux

Miglior regista
- Jean-Pierre e Luc Dardenne - Due giorni, una notte (Deux jours, une nuit)
  - Yolande Moreau - Henri
  - Nabil Ben Yadir - La Marche
  - Lucas Belvaux - Sarà il mio tipo? (Pas son genre)

Miglior film straniero in coproduzione
- Minuscule - La valle delle formiche perdute (Minuscule - La vallée des fourmis perdues), regia di Thomas Szabo e Hélène Giraud
  - Io faccio il morto (Je fais le mort), regia di Jean-Paul Salomé
  - Una promessa (Une promesse), regia di Patrice Leconte
  - Violette, regia di Martin Provost

Migliore sceneggiatura originale o adattamento
- Lucas Belvaux - Sarà il mio tipo? (Pas son genre)
  - Jean-Pierre e Luc Dardenne - Due giorni, una notte (Deux jours, une nuit)
  - Yolande Moreau - Henri
  - Nabil Ben Yadir - La Marche

Miglior attore
- Fabrizio Rongione - Due giorni, una notte (Deux jours, une nuit)
  - François Damiens - Io faccio il morto (Je fais le mort)
  - Benoît Poelvoorde - Les Rayures du zèbre
  - Bouli Lanners - Lulu femme nue

Migliore attrice
- Émilie Dequenne - Sarà il mio tipo? (Pas son genre)
  - Ben Riga - Je te survivrai
  - Déborah François - Maestro
  - Pauline Étienne - Il fascino indiscreto dell'amore (Tokyo Fiancée)
  - Manah Depauw- Welcome Home

Miglior attore non protagonista
- Jérémie Renier - Saint Laurent
  - David Murgia - Je te survivrai
  - Olivier Gourmet - La Marche
  - François Damiens - Suzanne

Migliore attrice non protagonista
- Lubna Azabal - La Marche
  - Christelle Cornil  - Due giorni, una notte (Deux jours, une nuit)
  - Catherine Salée - Due giorni, una notte (Deux jours, une nuit)
  - Anne Coesens - Sarà il mio tipo? (Pas son genre)

Migliore promessa maschile
- Marc Zinga - Les Rayures du zèbre
  - Corentin Lobet - Io faccio il morto (Je fais le mort)
  - Matteo Simoni - Marina
  - Benjamin Ramon - Tokyo Anyway

Migliore promessa femminile
- Ambre Grouwels - Baby Balloon
  - Evelien Bosmans - Marina
  - Hande Kodja - Rosenn
  - Emilie Maréchal - Tokyo Anyway

Miglior fotografia
- Manuel Dacosse - Lacrime di sangue (L'Étrange Couleur des larmes de ton corps)
  - Philippe Guilbert e Virginie Saint-Martin - Le Goût des myrtilles
  - Hichame Alaouié - Il fascino indiscreto dell'amore (Tokyo Fiancée)

Miglior sonoro
- Henri Morelle e Luc Thomas - Sarà il mio tipo? (Pas son genre)
  - Benoît De Clerck e Thomas Gauder - Due giorni, una notte (Deux jours, une nuit)
  - Dan Bruylandt, Mathieu Cox e Olivier Thys - Lacrime di sangue (L'Étrange Couleur des larmes de ton corps)

Migliore scenografia
- Hubert Pouille - Marina
  - Igor Gabriel - Due giorni, una notte (Deux jours, une nuit)
  - Julia Irribarria - Lacrime di sangue (L'Étrange Couleur des larmes de ton corps)

Migliori costumi
- Catherine Marchand - Marina
  - Jackye Fauconnier - Lacrime di sangue (L'Étrange Couleur des larmes de ton corps)
  - Claire Dubien - Il fascino indiscreto dell'amore (Tokyo Fiancée)

 Migliore colonna sonora 
- Soldout - Puppylove
  - Wim Willaert - Henri
  - Frédéric Vercheval - Sarà il mio tipo? (Pas son genre)

Miglior montaggio
- Damien Keyeux - La Marche
  - Marie-Hélène Dozo - Due giorni, una notte (Deux jours, une nuit)
  - Ludo Troch - Sarà il mio tipo? (Pas son genre)

Miglior cortometraggio
- La Bûche de Noël, regia di Stéphane Aubier e Vincent Patar
  - En attendant le dégel, regia di Sarah Hirtt
  - La Part de l'ombre, regia di Olivier Smolders
  - Les Corps étrangers, regia di Laura Wandel

Miglior documentario
- Quand je serai dictateur, regia di Yaël André
  - L'Âge de raison : Le cinéma des frères Dardenne, regia di Alain Marcoen e Luc Jabon
  - Rwanda, la vie après - Paroles de mères, regia di Benoît Dervaux e André Versaille
  - Waiting for August, regia di Teodora Ana Mihai

Premio onorario
- Pierre Richard

Miglior opera prima
- Marbie, star de Couillu-les-Deux-Églises, regia di Dominique Smeets